# Judy Davis
Judy Davis (Perth, 23 april 1955) is een Australisch actrice. Zij werd in 1985 genomineerd voor een Academy Award voor haar hoofdrol in A Passage to India en in 1993 voor haar bijrol in Husbands and Wives. Meer dan 35 andere acteerprijzen werden haar daadwerkelijk toegekend, waaronder Golden Globes in 1992 en 2002, een BAFTA Award in 1981, Emmy Awards in 1995, 2001 en 2007.
Davis maakte in 1977 haar film- en acteerdebuut als Lynn in de Australische misdaadkomedie High Rolling. Sindsdien speelde zij meer dan dertig filmrollen, meer dan veertig inclusief die in televisiefilms. Een regisseur die meer dan eens een beroep deed op Davis is Woody Allen. Hij regisseerde haar in Alice (1990), Husbands and Wives (1992), Deconstructing Harry (1997), Celebrity (1998) en To Rome with Love (2012).
Davis trouwde in 1984 met acteur Colin Friels, met wie zij in 1987 zoon Jack kreeg en in 1997 dochter Charlotte. Ze speelde samen met haar echtgenoot in de films Hoodwink (1981), Kangaroo (1987), High Tide (1987) en The Man Who Sued God.

## Filmografie
*Exclusief 10+ televisiefilms
| - Nitram (2021) - The Dressmaker (2015) - L'extravagant voyage du jeune et prodigieux T.S. Spivet (2013) - Dark Blood (2012) - To Rome with Love (2012) - The Eye of the Storm (2011) - The Break-Up (2006) - Marie Antoinette (2006) - Swimming Upstream (2003) - The Man Who Sued God (2001) - Gaudi Afternoon (2001) - Celebrity (1998) - Deconstructing Harry (1997) - Absolute Power (1997) - Blood and Wine (1996) - Children of the Revolution (1996) - The New Age (1994) - The Ref (1994) - On My Own (1993) | - Husbands and Wives (1992) - Naked Lunch (1991) - Where Angels Fear to Tread (1991) - Barton Fink (1991) - Impromptu (1991) - Alice (1990) - Flowers by Request (1990) - Georgia (1988) - High Tide (1987) - Kangaroo (1987) - A Passage to India (1984) - Who Dares Wins (1982) - Heatwave (1982) - Hoodwink (1981) - Winter of Our Dreams (1981) - My Brilliant Career (1979) - High Rolling (1977) |

## Televisieseries
*Exclusief eenmalige gastrollen
- Feud - Hedda Hopper (2017, acht afleveringen)
- The Starter Wife - Joan McAllister (2008, tien afleveringen)
- The Starter Wife - Joan McAllister (2007, zes afleveringen - miniserie)
- Water Under the Bridge - Carrie Mazzini (1980, vier afleveringen - miniserie)
- Ratched - Betsy Bucket (2020, 8 afleveringen - televisieserie)

- Australian Women's Register: AWE5047b
- Bibsys: 99055512
- Biblioteca Nacional de España: XX1169205
- Bibliothèque nationale de France: cb139392443 (data)
- Gemeinsame Normdatei: 129742716
- International Standard Name Identifier: 0000 0001 2096 5326
- Library of Congress Control Number: no92019786
- Nationale Bibliotheek van Letland: 000324849
- MusicBrainz: 8518507e-b04b-4aae-a972-018eb14bf680
- Nationale Bibliotheek van Tsjechië: xx0058774
- Nationale bibliotheek van Australië: 35118678
- Nationale Bibliotheek van Israël: 987007428771405171
- Nationale Bibliotheek van Polen: a0000001751783
- Nederlandse Thesaurus van Auteursnamen: 096880724
- SNAC: w6t27w28
- Système universitaire de documentation: 051639467
- Trove: 475500
- Virtual International Authority File: 85680003
- WorldCat: E39PBJbGPGYGwm9dDF3tfFJhpP